# Minisubmarino

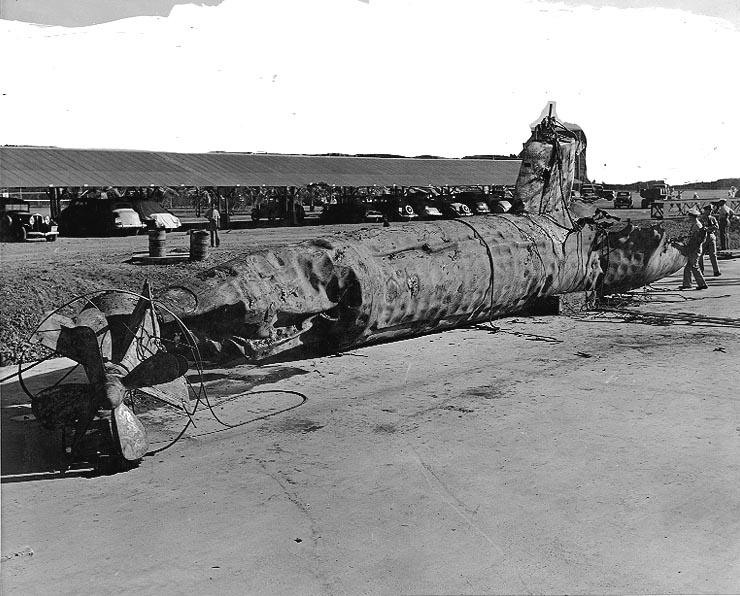
Minisubmarino Tipo A Kō-hyōteki hundido durante el ataque a Pearl Harbor.

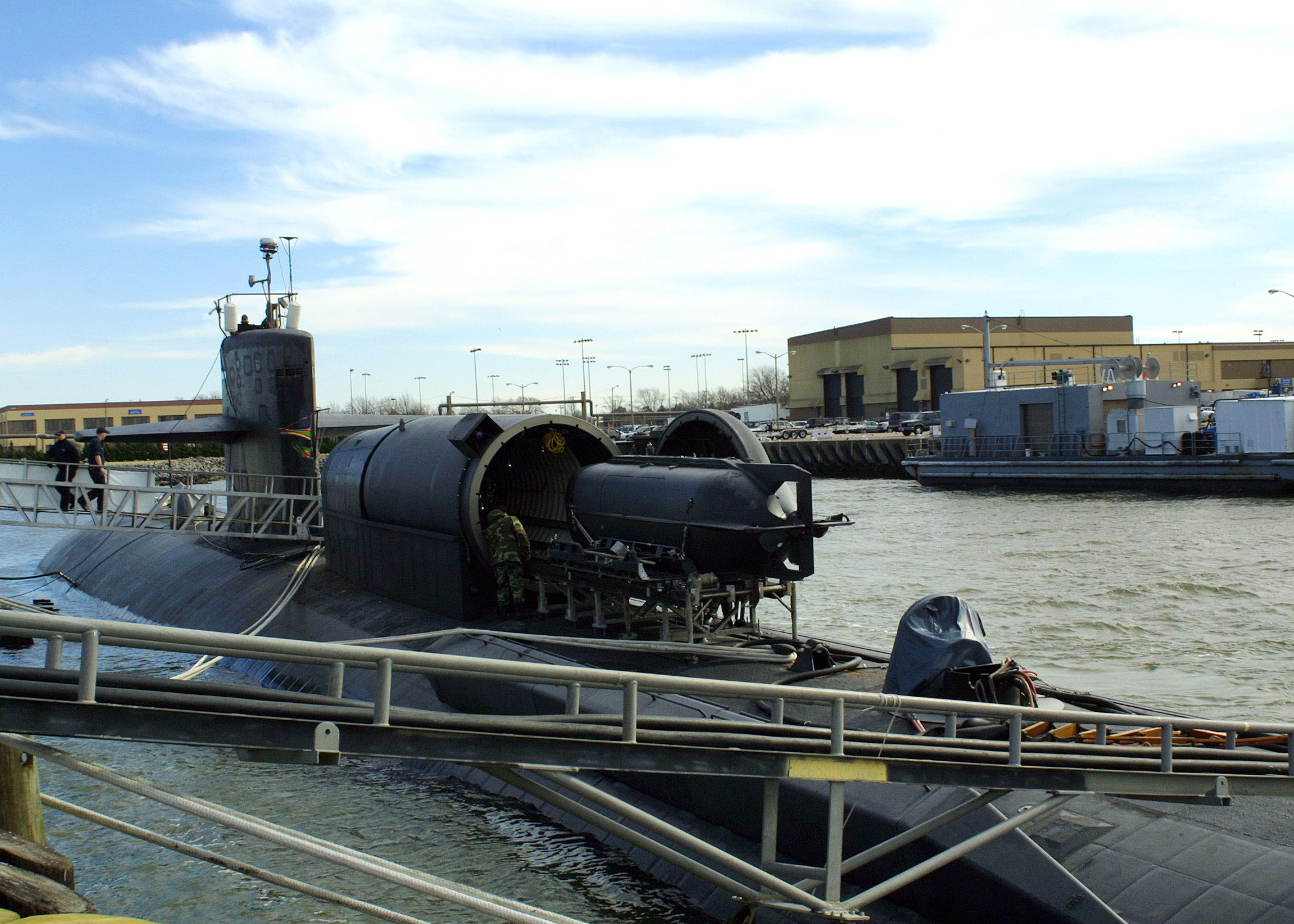
Minisubmarino SEAL Delivery Vehicle de los Navy SEAL, en el hangar de cubierta del USS Dallas SSN-700 6

Un minisubmarino es un submarino de menos de 150 toneladas de peso, operado regularmente por una o dos personas y con una tripulación no mayor de 6 u 8, sin alojamiento a bordo. Normalmente este tipo de submarinos trabajan con una embarcación nodriza, desde donde son lanzados y recuperados, además de proveer alojamiento para la tripulación y el equipo de apoyo.
Hay minisubmarinos civiles y militares, ambos tipos construidos y en operación. Los del tipo militar, trabajan con embarcaciones de superficie y submarinos, como naves de apoyo. Los de tipo civil o militar no combativo, son conocidos generalmente como sumergibles, y normalmente trabajan con navíos de superficie.

## Pioneros
Dado que por definición, los mini-submarinos deben ser de pocas toneladas, uno o pocos tripulantes y tamaño reducido, los primeros sumergibles construidos en la historia pueden considerarse mini-submarinos o precursores de los mismos, ya que reúnen en muchos casos todas esas características. 

### Guerra Civil de Estados Unidos (1861-1865)

#### Lusiana State Museum Vessel (1861)
En julio de 1878 fue descubierto un mini-submarino confederado en el Lago Ponchartain, Nueva Orleands; el mismo había sido echado a pique en 1862 por las propias fuerzas confederadas, cuando Nueva Orleans cayera en manos de las tropas de la Unión. Restaurado y puesto en exhibición, en la actualidad se conoce a ese mini-submarino como ''Luisiana State Museum Vessel''; posee 19 pies de largo, poco más de 3 pies de ancho, casco de acero y su proa tiene forma de ''V'' si se observa desde arriba (no tiene la proa redondeada). Delgado, J. (2010) cita al arqueólogo Richard K. Davis, quien sugiere que el Luisiana State Museum Vessel fue en verdad fruto del constructor William Cheeney, que fue producido en Richmond (Virginia) y se trata del mismo minisubmarino que en 1861 fuera descripto por un espía de la Unión. El espía prdujo un reporte que detallaba lo observado, afirmando que el mini-submarino era en verdad el modelo pequeño, experimental de uno más grande a construirse a futuro, y que hizo pruebas, hundiendo un pequeño barco designado como blanco; afirma haber visto también que en octubre de ese año, la pequeña nave quiso hundir el USS Minnessota, buque líder de la flotilla de la Unión que bloqueaba el Río James.

#### Alligator (1862)
En 1862, el constructor Brutus de Villeroi fue el responsable de diseñar para la Marina de la Unión un mini-submarino, informalmente conocido como ''Alligator''. Tenía 47 pies de largo y 4.6 pies de ancho. En Junio de ese año fue conducido a Hampton Roads, en la boca del Río James, y anclado al costado del buque madre ''Satellite'', en espera por una posible misión a través del Río Appottamox hacia Saint Petersburg. Pero poco después las acciones fueron canceladas debido a las grandes probabilidades que fuera a caer en manos enemigas, debido a la baja profundidad del río, a la cantidad de pescadores allí presentes y al temor que fuera usado en contra de la Unión. Hacia febrero de 1863, el propio presidente Abraham Lincoln pudo observar en persona los ensayos en el muelle de Washington, y el Vicealmirante du Pont decidió enviarlo de nuevo, esta vez a operar en Charleston, Carolina del Sur, junto al remolcador ''Steamer''. Pero el submarino nunca llegaría, puesto que el 1 de abril, el remolcador se halla con naves enemigas en las afueras de Hatteras y tuvo que desviarse hacia el norte. Sin embargo, allí el buque sufriría la rotura de una de las cuerdas de la grúa de popa que sostenía al Alligator. Poniendo en riesgo la flotabilidad de la nave, tras una discusión los oficiales decidieron cortar la restante cuerdas y dejar al Alligator flotando, nunca se pudo recuperar.

#### ''Pioneer''(1862)
Los ingenieros confederados de Nueva Orleans James R. Mc Clintock (1829-1879) y Baxter Watson (fechas de nacimiento y muerte desconocidas) junto el abogado Horace L. Hunley (1823-1863) desarrollaron en febrero de 1862 el mini-submarino ''Pioneer'' (Pionero), cuyo casco estaba hecho de acero de 1/4 de pulgada de ancho, tenía forma de cigarro, 30 pies de largo y 4 pies de diámetro. Cuando Nueva Orleans fue capturada por fuerzas de la Unión en abril de 1862, el Pionero fue echado a pique en un canal, posteriormente en 1868 siendo vendido como chatarra para desarme.

#### ''American Diver'' o ''Pioneer II''
Mc Clintock, Watson y Hunley se unieron al Teniente George E. Dixon, veterano de la entonces reciente Batalla de Shiloh y quien se estaba recuperando de heridas en su pierna. Los cuatro diseñaron en Mobile (Alabama) el mini-submarino llamado ''American Diver'', de 36 pies de largo, 3 pies de ancho y con tripulación de hasta cinco personas. Al igual que todos los anteriores la hélice era movida a mano a través de una manivela situada en el interior (conocido como ''Hand-Cranked system''). Un desertor confederado dijo a fuerzas del Norte, en su momento, que el 14 e febrero de 1863 la nave salió de Fort Morgan por la noche para atacar naves enemigas, pero que la operación no tuvo éxito y que volvió a base. A su vez, una carta del Comandante Naval Confederado en Mobile, señala que por esa misma fecha el mini-submarino se perdió en operaciones. 

#### Tercer intento
Mc Clintock, Watson, Hunley y Morgan se unieron a un equipo de ingenieros coordinado por Edgar C. Singer, los cuales se hallaban hasta entonces fabricando ''torpedos'' para la Marina Conderada (en verdad, hasta ese momento de la historia se le llamaba torpedo a cargas explosivas flotantes). El nuevo submarino diseñado era de 39 pies de largo, 3.8 pies de ancho; tenía para ingresar dos escotillas (cada una en una torreta), y pequeños vidrios en ellas a través de los cuales ingresaba la única luz natural posible.  Tras buenos ensayos iniciales a mediados de 1863, se hundió por accidente bajo comando del Teniente John Payne, aunque tanto el como su acompañante Charles Hasker pudieron escapar; recién luego de 1 mes fue reflotado el submarino. El propio Horace L. Hunley se ofreció para comandarlo en una nueva misión, para ello entrenando una nueva tripulación. Tras una serie de ataques simulados a un acorazado de la Marina Confederada en Charleston (puerto principal de la Confederación), el submarino nuevamente se hundió en una accidente el 15 de octubre de 1863, inundándose parcialmente pero a su vez no pudiendo abrirse las escotilla por la propia presión del agua. Tanto Hunley como los tripulantes murieron. 

#### ''David'' y ''Hunley''
Tras la muerte de Hunley, un nuevo buque, semi-sumergible y hecho de madera, llamado ''David'' (en referencia a David y Goliath) también producto de ese equipo de ingenieros confederados, fue armado con un explosivo atado a un palo que salía de la punta de la proa (conocido como ''spar-torpedo'' en inglés). La idea era impactar con ese explosivo contra el costado de un buque de la Unión. Con esta arma y bajo liderazgo del Teniente Dixon, averiaron exitosamente al crucero blindado USS Ironsides (que se hallaba bloqueando Charleston). Más allá que el USS Ironsides no tuvo mayores daños, el ataque dio un plus de fuerza moral a los defensores en tierra. 
Finalmente (y ahora renombrado ''H.L. Hunley'' al David) fue usado en la noche del 17 de febrero de 1864 para averiar al USS Housatonic; sin embargo, la entera tripulación no sobrevivió la explosión del spar-torpedo, permaneciendo el H.L. Hunley extraviado por unos 150 años.

## Mini-submarinos para investigación

### Piccard
El suizo Auguste Piccard (1884-1962) y su hijo Jacques (1922-2008) desarrollaron para la primavera de 1948 un sumergible de 23 pies de largo con una cápsula esférica para la tripulación y un casco de metal con forma oval. Su nombre era ''Bathyscaphe'' (designado formalmente FNRS-2), e hizo en forma exitosa pruebas a 4.500 pies, siendo luego adquirido por la Armada Francesa la cual diseñara su propio modelo mejorado sobre la base de aquel, el FNRS-3. 
Tras problemas de contrato con los franceses, Auguste Piccard produjo en 1953 un nuevo sumergible, denominado ''Trieste'', el cual fuera vendido a la US Navy, y en el marco del Proyecto Nelson estableció en 1960 un récord de 35 mil pies de profundidad, tripulado por Jacques y el teniente Don Walsh. Este sumergible fue usado para bucear en alrededores de los submarinos nucleares USS Thresher y USS Scorpion, ambos perdidos en accidentes. Piccard produjo también el PX-15 ''Mesoscaphe'', de 50 pies de largo y 10 de diámetro, con el cual en 1969 nuevamente hizo historia, en un viaje de 30 días sumergido desde la costa de Florida a las costas de Nueva Escocia.

### Alvin
El sumergible pequeño ''Alvin'' fue desarrollado en los 60's por General Mills Electronic Group, para la US Navy (Armada de Estados Unidos); entre sus logros se hallan haber detectado en 1966 una bomba de hidrógeno perdida en las afuera de Palmares (España), así como haber hallado en 1986 los restos del transatlántico RMS Titanic hundido en 1912.

## Segunda Guerra Mundial (1939-1945)

### Marina Imperial Japonesa (IJN)
Durante la Segunda Guerra Mundial, la Marina Imperial Japonesa (IJN por sus siglas en inglés) dispuso de 4 tipos de mini-submarinos, numerados A, B, C y D. Los antecedentes más lejanos se remontan a 1931, cuando el capitán Kishimoto Kaneji propuso un diseño de poca autonomía (solamente 35 millas náuticas) con capacidad de recuperarse por un buque madre para ser usado nuevamente. De esta forma el programa el Tipo A Kohyoteki fue lanzado en 1939, tras 7 años dentro de los cuales fueron construidos dos prototipos en la Base Naval de Kure, y para 1940 se había superado las 50 unidades del Tipo A. 
En el ataque a Pearl Harbor (7 de diciembre de 1941), la IJN dispuso 30 submarinos de la Clase I (diésel-eléctricos) para patrullar la zona de Hawái (donde se ubica la base de Pearl Harbor), siendo 10 de esos submarinos modificados para transportar cada uno a varios mini-submarinos del Tipo A. La idea era potenciar el efecto del ataque aéreo lanzado desde los portaaviones japoneses. Uno de los mini-submarinos fue avistado y hundido mientras se acercaba a la entrada de la base, y otro embestido, también hundiéndose, mientras que un par pudieron penetrar en la base pero no lograron más que ayudar a hundir un buque de guerra que ya estaba averiado. Otro mini-submarino, comandado por Kazuo Yamasaki, se extravió y fue empujado hacia la costa por la corriente, siendo su comandante capturado (el primer prisionero japonés capturado por Estados Unidos en esa guerra).
A inicios de 1942 los Japoneses emplearon un número reducido de mini-submarinos para penetrar en Sydney Harbor, logrando hundir el ferry HMAS Kuttabul, que tuvo la pérdida de 21 hombres, y dañar el submarino K-9 australiano que también se hallaba en el puerto. Sin embargo, los 3 mini-submarinos que participaron del ataque fueron hundidos. 
Finalmente, a fines del conflicto y de forma similar al famoso programa Kamikaze, fue desarrollado en la IJN el programa Kaiten, consistente en torpedos modificados para ser tripulados (más conocidos como torpedos humanos). Al igual que los aviones kamikazes, el tripulante moría con el ataque. Los Kaiten lograron sin embargo escasos éxitos y gran perdida de vidas, solamente hundiendo el petrolero Mississinewa (en el Atolón de Ulithi, el 24 de noviembre e 1944) y el destructor USS Underhill (en las afueras de Filipinas, el 24 de julio de 1945).
Al momento de la entrada de tropas estadounidenses en la Base Naval de Kure (Japón), se hallaron más de 80 mini-submarinos almacenados en tierra, principalmente del Tipo D, llamado Koryu. En la década de 1980 fue hallado un mini-submarino japonés en la Isla de Kiska (parte de las Aleutianas) junto con restos de un submarino de la Clase RO. 

### Gran Bretaña
Los británicos desarrollaron tres tipos de mini-submarinos durante la guerra: el Welman, el Chariot y el X (también conocido en su idioma como X-craft). Estos X-craft eran los de mayor tamaño de los tres, siendo de 52 pies de largo y 30 toneladas de desplazamiento estando sumergidos. El Chariot fue usado en el raid de octubre 1942 para dañar el crucero de batalla Tirpitz, sin éxito, pero fue en septiembre de 1943 cuando el X-7 tripulado por el teniente Godfrey Place consiguiera eludir campos minados y dañar gravemente al crucero alemán, dentro del aparentemente impenetrable fiordo noruego donde se guarnecía. Sin embargo, la operación fue muy costosa ya que los tres mini-submarinos usados fueron perdidos, incluso el X-7 aunque su jefe pudo sobrevivir. 

### Italia

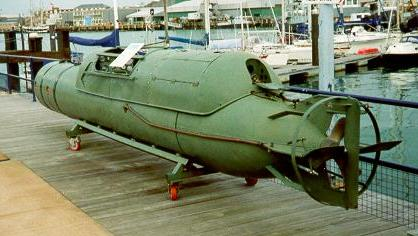
Maiale italiano, restaurado y en exhibición, en Gosport.

La Armada Italiana dispuso de un mini-submarino conocido indistintamente como Siluro a Lenta Costa (SLC) o Maiale, y fue utilizado para lanzar ataques tripulados por buzos pertenecientes a la unidad de élite X° M.A.S. (también llamada Décima M.A.S.) la cual fue de todas las fuerzas que intervinieron en la Segunda Guerra Mundial, la que mejor empleara mini-submarinos. La X° M.A.S. opero principalmente en el Mediterráneo, pero también en ataques a unidades británicas en Gibraltar.

### Alemania
La Armada Alemana (Kriegsmarine) pudo reflotar en 1944 dos X-craft británicas (X-6 y X-7, usadas en ataque al crucero Tirpitz) y desarrollar con base en aquellas un mini-submarino propio, el Seehund, de 38 pies de largo, 14.9 toneladas de peso y armado con torpedos de 21 pulgadas. Los Seehund fueron agrupados en flotillas (las K-Flotille), particularmente las Flotillas 312, 313 y 314 compuestas exclusivamente por mini-submarinos, siendo la primera misión de combate en diciembre de 1944, aunque de 18 enviados solo dos sobrevivieron, producto de una gran tormenta. En el asedio por parte de los Aliados a Dunkerke, fueron llevados a cabo dos misiones (28 de abril y el 2 de mayo de 1945) donde los Seehund fueron usados para abastecer dichas tropas aisladas, en lugar de su rol de ataque.
Tras la guerra, la Armada Francesa recibió 4 Seehunds (numerados 0621 a 0624) los cuales usara hasta 1953 y uno de ellos se halla en un Museo en Brest. En 2002 fue hallado un Seehund hundido en Egmont an Zee (Holanda) en poca profundidad, el cual fue rescatado y se halla en el Museo de Ijmuiden. Otros Seehunds se hallan en otros museos. 